# 道の駅とうじょう
道の駅とうじょう（みちのえき とうじょう）は、兵庫県加東市南山にある兵庫県道313号平木南山線の道の駅である。
2015年1月に重点道の駅候補に選定された。

## 施設
- 駐車場
  - 普通車：38台
  - 大型車：3台
  - 身障者用：2台
- トイレ
  - 男：大 3器（2器）、小 5器（4器）
  - 女：6器（5器）
  - 身障者用：2器（2器）

※（）内は、24時間利用可能
- 公衆電話
- 物産コーナー
- レストラン「獅子銀」（10時 - 20時、月曜日のみ10時 - 15時）

## 休館日
- 毎週月曜日（祝日の場合、翌日）

## アクセス
- 兵庫県道313号平木南山線
- 中国自動車道 ひょうご東条IC
  - 兵庫県道91号はりま東条インター線
  - 兵庫県道17号西脇三田線

## 周辺
- 東条湖
- 東条湖おもちゃ王国